# Guêpier à tête bleue
Pour les articles homonymes, voir Tête bleue.
Merops muelleri
Espèce
Synonymes
- Meropiscus mülleri (Protonyme)
- Melittophagus muelleri

Statut de conservation UICN

 LC  : Préoccupation mineure
Le Guêpier à tête bleue (Merops muelleri) est une espèce d'oiseaux appartenant à la famille des Meropidae. 
Son épithète spécifique rend hommage à l'ornithologue allemand Johann Wilhelm von Müller.
D'après le Congrès ornithologique international, c'est une espèce monotypique (non divisée en sous-espèces).

## Répartition
Cet oiseau vit en Afrique centrale.